# スパソフツィ
スパソフツィ（ロシア語：Спасовцы）とは、キリスト（ハリストス）派、救世主派とも呼ばれる、ロシアで17世紀末から18世紀初頭にかけて興った正教古儀式派の無司祭派の潮流の1つ。ボルガ河中流域で誕生し、当初は北方系の無司祭派（ポモールツィ、フェドセーエフツィ）とは関連がなかった。2001年の調査では、スパソフツィとして分類される4つの教派が存続している。
創始者のコズマ・アンドレーエフ（ロシア語：Козьма Андреев）により、コズマ派と呼ばれることもある。
ネートフツィ（ロシア語：Нетовцы）は他称。
スパソフツィの諸教派は、管理部門及び集権化された機構を有さず、それぞれの会衆（教区）を包摂しつつも相互の連関が薄いという組織形態を持つことを共通の特徴とする。
主な教義上の主張としては、今や反ハリストスが支配する時代に入っているため至福は天に移されてしまったと考え、誰がどのように救われるかは神のみが知り給うこと、救い主（ロシア語: Спас）により頼むしかないとして、一切の制度（司祭制、機密（サクラメント））については期待しないとしている。

## 分布
ロシア連邦内のスパソフツィの信徒数は2000年時点の推計で3-4万人以下である。ヴォログダ州のチェレポヴェツ市からアストラハン州のアストラハン市にかけての沿ボルガ諸州、バシコルトスタン共和国（ステルリタマク市、サラバト市）、ペンザ州、アルハンゲリスク州（ヴェリスク市）、ウラル河沿い及び南西シベリアに多い。比較的大きな会衆がニジニ・ノヴゴロド州、サラトフ州（フヴァルィンスク市）、サマラ州、ウラジーミル州（コヴロフ市）、ウリヤノフスク州（ディミトロフグラード市）に存在する。モスクワ州、レニングラード州、アルタイにも居住している。

## 修道院
ヴォログダ州チェレポヴェツ市及びその周辺にそれぞれ10人に満たない修道士及び修道女が居住する複数の修道院が存在している。

## 民族構成
主にロシア人である。